# ARA Alférez Sobral (A-9)
ARA Alférez Sobral (A-9) bylo avízo provozované v letech 1975–2018 argentinským námořnictvem. Roku 1982 bylo poškozeno ve válce o Falklandy. Původně bylo postaveno jako americký oceánský remorkér USS ATA-187 (od roku 1948 USS Salish, ATA-187), patřící k americké druhoválečné třídě Sotoyomo. Americké námořnictvo jej provozovalo v letech 1944–1972. Mimo jiné jej nasadilo v bitvě o Okinawu a při jaderných zkouškách na atolu Bikini.

## Stavba

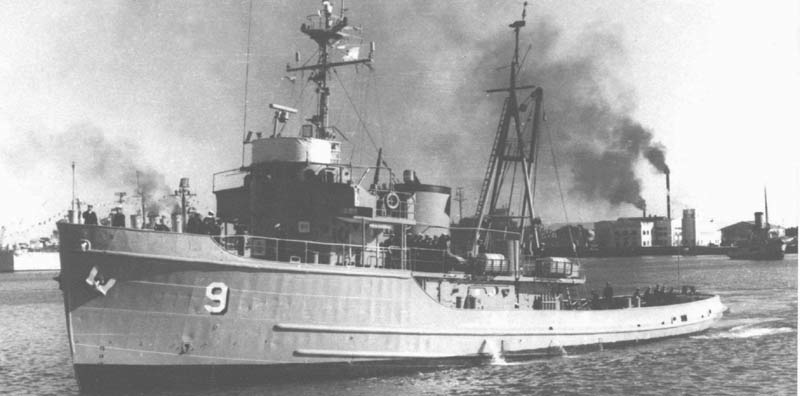
Alférez Sobral

Oceánský remorkér ATA-187 postavila americká loděnice Levingston Shipbuilding Co. v Orange v Texasu. Stavba byla zahájena 29. srpna 1944. Na vodu byl spuštěn 29. září 1944 a do služby byl přijat 7. prosince 1944.

## Konstrukce

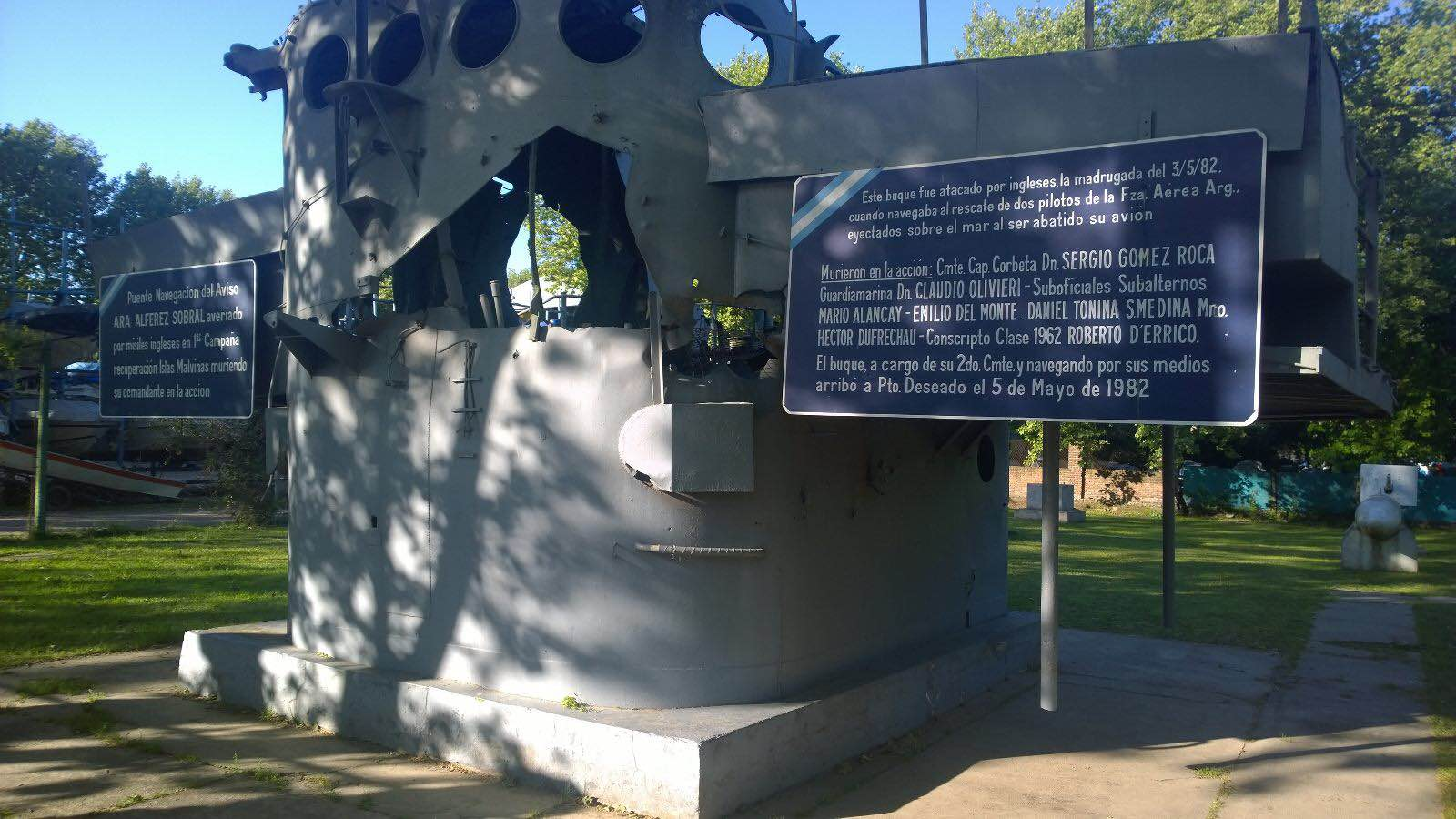
Protilodní střelou Sea Skua poškozený můstek avíza Alférez Sobral byl vystaven v
Museo Naval de la Nación
v Tigre

Výzbroj tvořil jeden 76mm kanón a dva 20mm kanóny. Pohonný systém tvořily dva diesely General Motors 12-278A o výkonu 1200 hp, pohánějící prostřednictvím převodovky Fairbanks Morse jeden lodní šroub. Nejvyšší rychlost dosahovala dvanácti uzlů.

## Služba

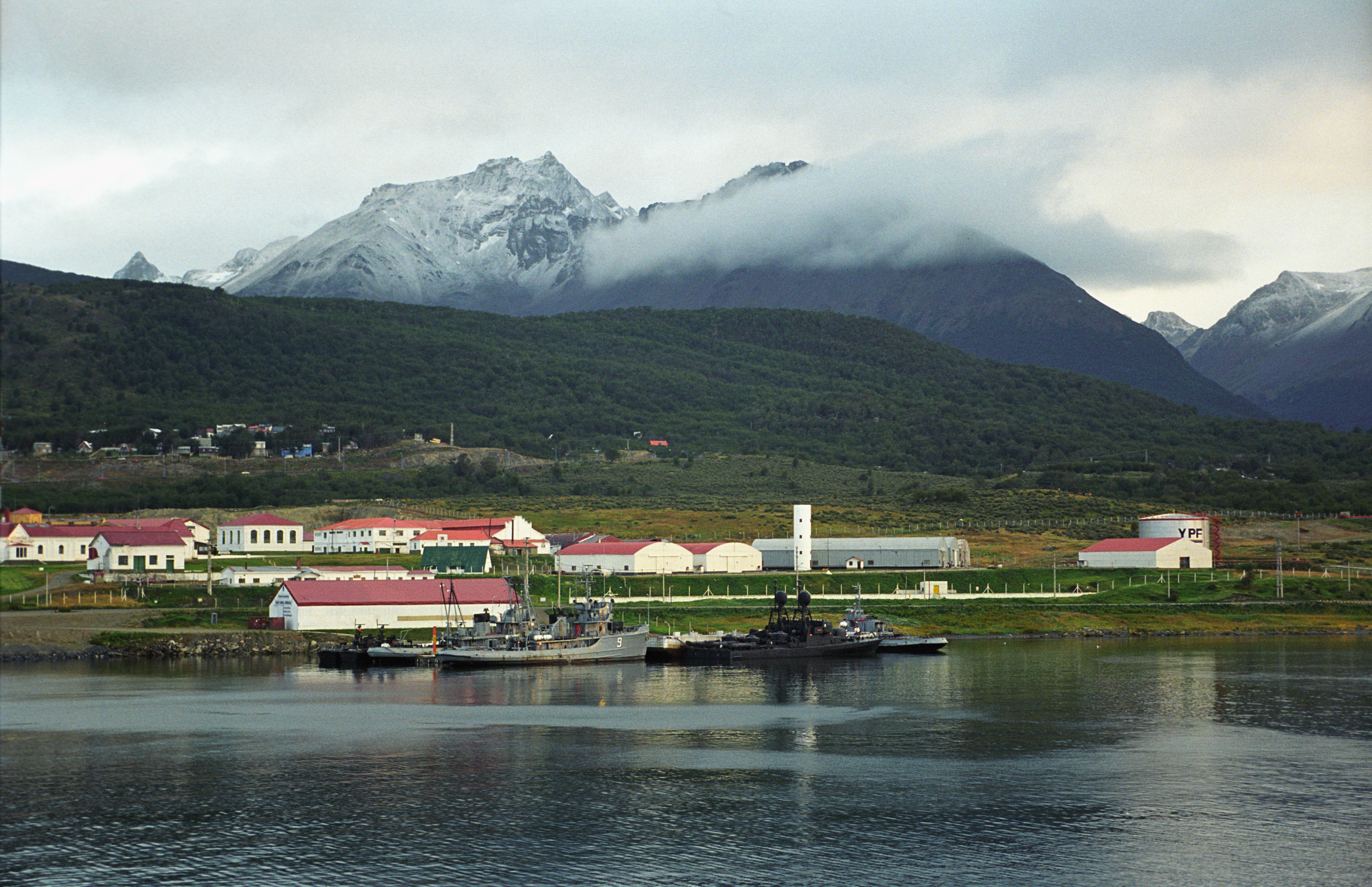
Alférez Sobral zakotvený v roce 2000 na základně Ushuaia. Vedle něj kotví dva rychlé čluny třídy Intrépida.

Remorkér ATA-187 za druhé světové války sloužil na tichomořském válčišti. V dubnu a květnu 1945 se zapojil do bitvy o Okinawu. Za svou válečnou službu získal jedno ocenění Battle star. V červenci 1946 se jako součást svazu Task Group 1.8 účastnil Operace Crossroads, tedy testů jaderných zbraní na atolu Bikini. Dne 16. července 1948 byl přejmenován na USS Salish (ATA-187). Americké námořnitvo jej vyřadilo 10. února 1972.
Dne 1. února 1975 remorkér koupilo argentinské námořnitvo, které jej označovalo jako avízo a pojmenovalo ARA Alférez Sobral (A-9). V roce 1982 se Alférez Sobral účastnil falklandské války. Při pátrání po posádce sestřeleného argentinského letounu Canberra jej ráno 3. května 1982 odhalilo britské námořnictvo. Britská plavidla proti němu vyslala dva vrtulníky Lynx HAS.Mk.2/3 vyzbrojené protilodními střelami Sea Skua. Nejprve zaútočil Lynx (XZ242) z torpédoborce HMS Coventry (D118). Vypustil obě střely Sea Skua, přičemž jedna zasáhla záchranný člun. Po něm následoval Lynx (XZ247) z torpédoborce HMS Glasgow (D88), který střelou Sea Skua vážně poškodil velitelský můstek avíza. Osm členů posádky zemřelo (včetně kapitána) a osm bylo zraněno. Plavidlo se dokázalo vrátit do přístavu a bylo opraveno. Ještě v roce 2008 se plavidlo nacházelo na základně Ushuaia.
V roce 2018 argentinské námořnictvo věnovalo avízo Alférez Sobral městu Santa Fe. Plánována byla jeho přeměnana na muzejní loď. Věc iniciovalo veteránské centrum ze Santa Fe, když zjistilo, že Alférez Sobral je mezi plavidly vybranými na vyřazení ze služby.